# Retusa xystrum
Retusa xystrum is een slakkensoort uit de familie van de Retusidae. De wetenschappelijke naam van de soort is voor het eerst geldig gepubliceerd in 1919 door Dall.